# Tramwaje w Arcachon
Tramwaje w Arcachon − zlikwidowany system komunikacji tramwajowej we francuskim mieście Arcachon, działający w latach 1911−1930.

## Historia
Tramwaje w Arcachon uruchomiono 6 sierpnia 1911, były to tramwaje elektryczne. Linia o długości 7 km połączyła: Moulleau − Pointe de l'Aiguillon (boulevard de Chanzy). Do obsługi linii posiadano 5 wagonów silnikowych i 3 doczepne. Wszystkie wagony były dwuosiowe. Linię zlikwidowano w 1930. 